# Polycentropus vanachakuni
Polycentropus vanachakuni är en nattsländeart som beskrevs av Schmid och Donald G. Denning 1979. Polycentropus vanachakuni ingår i släktet Polycentropus och familjen fångstnätnattsländor. Inga underarter finns listade i Catalogue of Life.